# Анні Берест
Анні Берест (нар. 15 вересня 1979, Париж) — відома французька письменниця та сценаристка.

## Життєпис
Анні Берест — донька П’єра Береста, гірничого інженера, випускника Політехнічної школи та Паризької гірничої школи й лінгвістки Лелії Пікабіа.
У неї є дві сестри, в тому числі письменниця Клер Берест.
Вона є онукою Євгена Берест та правнучкою Френсіса Пікабіа.
2010 року вона опублікувала "La Fille de son père у Seuil", «тонкий і майстерний» перший роман, згідно з Le Monde.
2012 року її твори були фіналістом літературних премії Flore і фіналістом премії Renaudot.
2017 роцку разом зі сестрою Клер Берест вона написала біографію своєї прабабусі Габріель Буффе-Пікабія. Завдяки Ґабрієль сестрам Берест вдалося привернути увагу до життя та впливу їхньої прабабусі у світі мистецтва, зокрема в русі дадаїзму.
Твір "La carte poste" («Листівка»), дослідження минулого її єврейської родини під час Другої світової війни, був фіналістом Гонкурівської премії 2021 року, а також премії Ренодо.

## Твори
- La Fille de son père, éditions du Seuil, coll. « Cadre rouge », 2010, 160 p. (ISBN 978-2-02-102783-9) – Prix des dunes
- Les Patriarches, éditions Grasset, 2012 (ISBN 978-2-246-80084-2), 288 p.
- Sagan 1954, éditions Stock, coll. « La bleue », 2014 (ISBN 978-2-234-07740-9), 180 p.
- Audrey Diwan, Caroline de Maigret, Sophie Mas et Anne Berest, How to be parisian wherever you are : Love, Style, and bad habits, Doubleday, 2014, 272 p. (ISBN 978-0-09-195809-1)
- Recherche femme parfaite, éditions Grasset, 2015 (ISBN 978-2-246-85244-5), 304 p.
- Gabriële (avec Claire Berest), éditions Stock, coll. « La bleue », 2017 (ISBN 978-2-234-08618-0)
- La Visite, suivi de Les Filles de nos filles, théâtre, Actes Sud Papiers, 2020
- La Carte postale, éditions Grasset, 2021 (ISBN 9782246820505)
- Lettres et poèmes à Gabriële (avec Claire Berest), Seghers, 2023.